# Filmfare Award за лучшую сцену года
Filmfare Award за лучшую сцену года (англ. Filmfare Award for Best Scene of the Year) — ежегодная награда Filmfare Award с 1998 года.

## Победители и номинанты

### 1990-е
- 1998  Расставание
- 1999  Непокорившийся судьбе

### 2000-е
- 2000  Влюблённые
- 2001  В поисках брата
- 2002  И в печали, и в радости...
- 2003  Девдас
- 2004  Наступит завтра или нет?
- 2005  Ты и я
- 2006  Банти и Бабли
- 2007 Не вручалась
- 2008 Не вручалась
- 2009  Эту пару создал бог 
  - Близкие друзья
  - Джодха и Акбар
  - Играем рок!!

### 2010-е
- 2010 Не вручалась
- 2011  Весёлые мошенники 3
- 2012  Грязная картина